# 496 هـ
496 هـ هي سنة في التقويم الهجري امتدت مقابلةً في التقويم الميلادي بين سنتي 1102 و1103.

## مواليد
- أبو بكر بن الجد، فقيه أندلسي.

## وفيات
- عبيد الله بن طاهر الحسني[5]